# Адаптерна гіпотеза
Адаптерна гіпотеза — частина схеми, що пояснює, як інформація, закодована в ДНК, використовується для визначення амінокислотної послідовності білків. Гіпотезу була сформулювано френсісом Кріком в середині 1950-х років, разом з центральною догмою молекулярної біології та гіпотезою послідовності. Вперше вона з'явилося в неформальній публікації про «RNA tie club» в 1955 році, а потім була формалізована в статті «Про синтез білків» (On Protein Synthesis) в 1958 році.
Адаптерна гіпотеза пропонує, що кожна амінокислота спочатку додається до характерного для цієї амінокислоти шматка специфічної «адаптерної» нуклеїнової кислоти (за допомогою реакції, що каталізується ферментом). Послідовність збирання амінокислот потім визначається специфічним розпізнаванням між адаптером і нуклеїновою кислотою, яка служить інформаційним шаблоном.